# علي أباد غتشي
علي أباد غتشي هي قرية في مقاطعة دهقان، إيران. عدد سكان هذه القرية هو 393 في سنة 2006.